# Laserplattenspieler

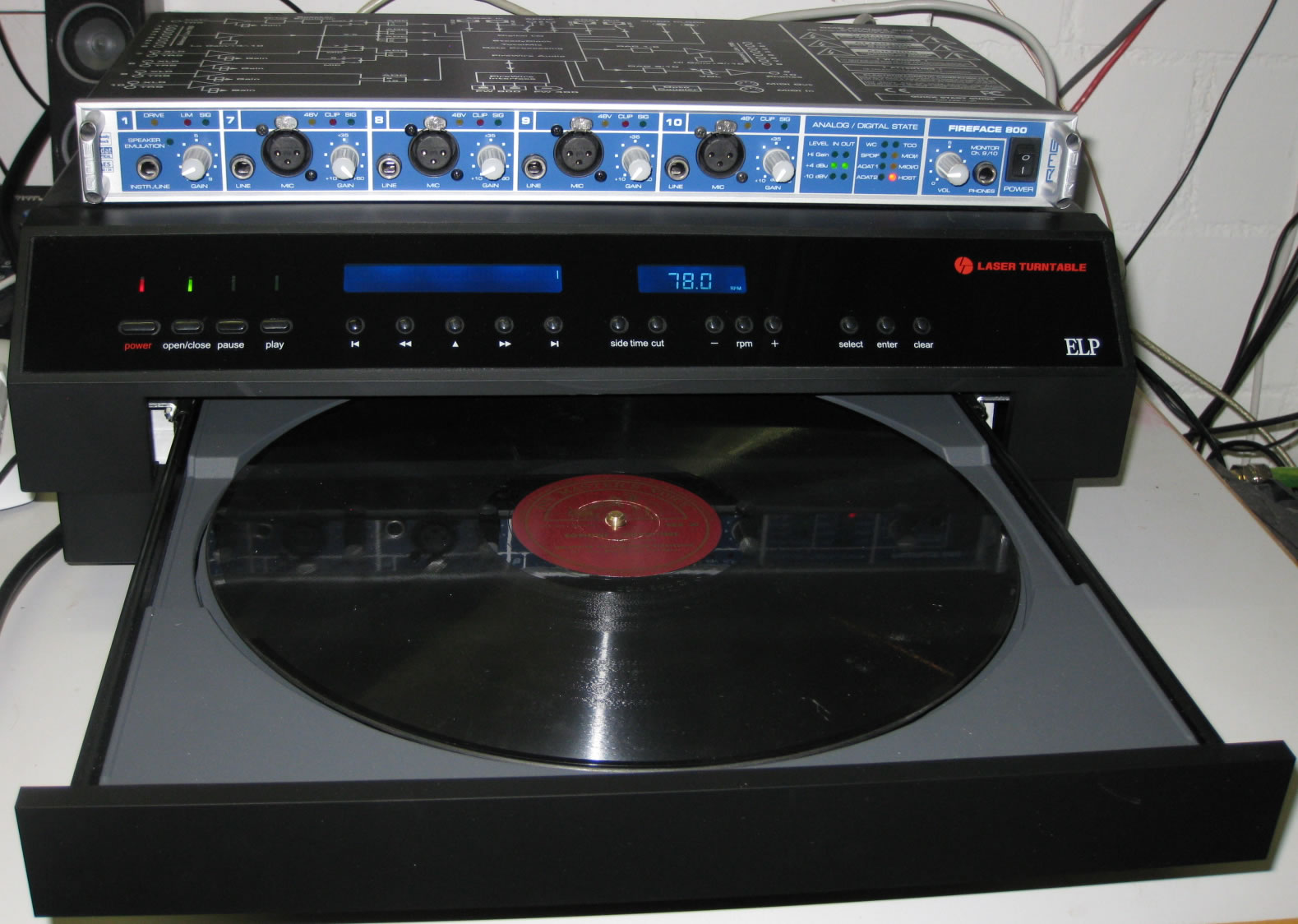
Laserplattenspieler LT-2XA (unteres Gerät)

Laserplattenspieler sind Schallplattenspieler, die die Rille gepresster Schallplatten nicht mechanisch mittels eines Tonabnehmers, sondern berührungsfrei durch einen reflektierten Laserstrahl abtasten.
Dadurch ist es möglich, Schallplatten abzuspielen, ohne dass durch Verschleiß die Tonqualität bei jedem Abspielvorgang schlechter wird; als weiterer Vorteil wird genannt, dass auch bei bereits abgenutzten Platten eine bessere Wiedergabequalität erreicht werden kann. Störungen wie Knacken durch Staub in der Rille der Schallplatte sind aber auch mit diesen Geräten nicht zu vermeiden. Die ersten Modelle kamen Anfang der 1990er-Jahre auf den Markt.
Der Laserplattenspieler ist nicht zu verwechseln mit dem Laserdisc-Spieler (Bildplatte), der den analogen Vorgänger der DVD abspielt.

## Geschichte
Ein erstes Patent für einen Plattenspieler mit Laserabtastung wurde im Jahre 1974 angemeldet.
Zum Produkt entwickelt wurden sie von der kalifornischen Firma Finial Technology, die ab dem Jahre 1985 dazu erste Patente anmeldeten. Infolge der immensen Entwicklungskosten von ca. 20 Millionen Dollar, an denen auch zahlreiche Investoren beteiligt waren, endete das Unternehmen jedoch in einer Insolvenz. Das Gerät kostete damals 35.000 DM und der dazu optional erhältliche „Anti-Knack“-Computer (ein digitaler Geräuschefilter) 60.000 DM.
Seit 2012 werden Laserplattenspieler von der japanischen Firma ELP Corporation exklusiv angeboten.

## Arbeitsweise
Ein im Jahre 2020 vorgestelltes Prinzip nennt 5 Laserstrahlen zum Abtasten: zwei zum Tracking (Spurerkennen), zwei für die beiden Flanken der Rille und einen für die Niveauregelung. Die Abtastung des Audiosignales, welches für jeden der Stereokanäle in Form der Auslenkung einer der Flanken der Rille vorliegt, erfolgt anhand des reflektierten Strahles. Da der Fokus des Lasers sehr viel kleiner als der Berührbereich der Nadel sei und überdies eher der obere Teil der Flanke abgetastet würde, sei eine höhere Wiedergabequalität möglich. Das gelte insbesondere für bereits gespielte Platten, da der Bereich des Verschleißes durch die Nadel eher im unteren Teil der Rille liege.
Der Frequenzgang sei unbeeinflusst von Resonanzen des Nadelträgers/Abtastsystems oder dessen mechanischen Trägheiten und Nichtlinearitäten. Daher sei die Wiedergabe neutral und benötige keine besonderen Abtaster für Jazz oder klassische Musik.
Als Vorteil wird auch die nicht nötige Dämpfung des Laufwerkes angegeben – es bestehe keine Empfindlichkeit gegenüber Körperschall.
Allerdings wird die Wiedergabe offenbar stark durch Schmutz beeinträchtigt. Der Hersteller empfiehlt eine sehr saubere Platte und bietet einen Vakuum-Reiniger an. Auch können farbig-transparente Platten nicht abgespielt werden.
Platten mit gerundeter Schulter (Rillenrand) sowie rundem Rillengrund verursachen Verzerrungen. Die Tiefenschrift historischer Schallplatten kann nicht wiedergegeben werden.